# Viiala
Viiala là một đô thị cũ của Phần Lan. Từ ngày 1 tháng 1 năm 2007, Viiala thuộc thị xã Akaa (trước đây đây là một đô thị đô thị độc lập)
Đô thị này tọa lạc tại tỉnh Tây Phần Lan trong vùng Pirkanmaa. Đô thị này có dân số 5.329 (2003) với diện tích là 56,78 km² trong đó có 5,88 km² là diện tích mặt nước. Mật độ dân số là 104,7 người trên mỗi km².
Đô thị này chỉ sử dụng tiếng Phần Lan.

## People
- Tenho Saurén - diễn viên
- Aimo Lahti – nhà thiết kế vũ khí